# Heterocnephes lunulatis
Heterocnephes lunulatis là một loài bướm đêm trong họ Crambidae.